# Obilić
Obilić (se citește Obilici) (albaneză Obiliq sau Kastriot; sârbă Обилић, cu alfabetul latin: Obilić) este un oraș și municipiu în centrul provinciei Kosovo făcând parte din districtul Priștina. Municipiul include orașul Obilić, și 19 comune, cu o populație de aproximativ 30,000 de locuitori.
Municipiul este situat în apropiere de Priștina în nord-vest pe drumul care face legătura cu Kosovska Mitrovica. A fost construit în 1989, făcând parte din municipiul Priștina.

## Numele
Numele sârb al orașului provine de la Miloš Obilić (română Miloș Obilici), fiind considerat un erou sârb pentru Bătălia de la Kosovo Polje din (1389) și executat la ordinul lui Murad I.
Numele albanez al orașului provine de la Skanderbeg, eroul național al albanezilor, domnind în perioada celei de-a doua Bătălii de la Kosovo Polje din (1448). Se presupune că Skanderbeg se alăturase coaliției ungare catolice, conduse de Iancu de Hunedoara, dar a fost întâmpinat de vasalul Imperiului Otoman, Đurađ Branković al Serbiei fiind întârziat la luptă.

## Demografie
În 1991, municipiul avea o populație de 31,627 de locuitori, incluzând 66.31% albanezi, 18.69% sârbi și muntenegrii, și 1.10% musulmani după naționalitate, etc.
Din 2008, populația municipiului era de aproximativ 30,000. Majoritatea - aproape 25,000- sunt albanezi, 3,4000 sunt sârbi, 550 sunt romi, 330 sunt ashkali, 70 sunt bosniaci și alții.